# Zum Heiligen Kreuz (Sprötau)

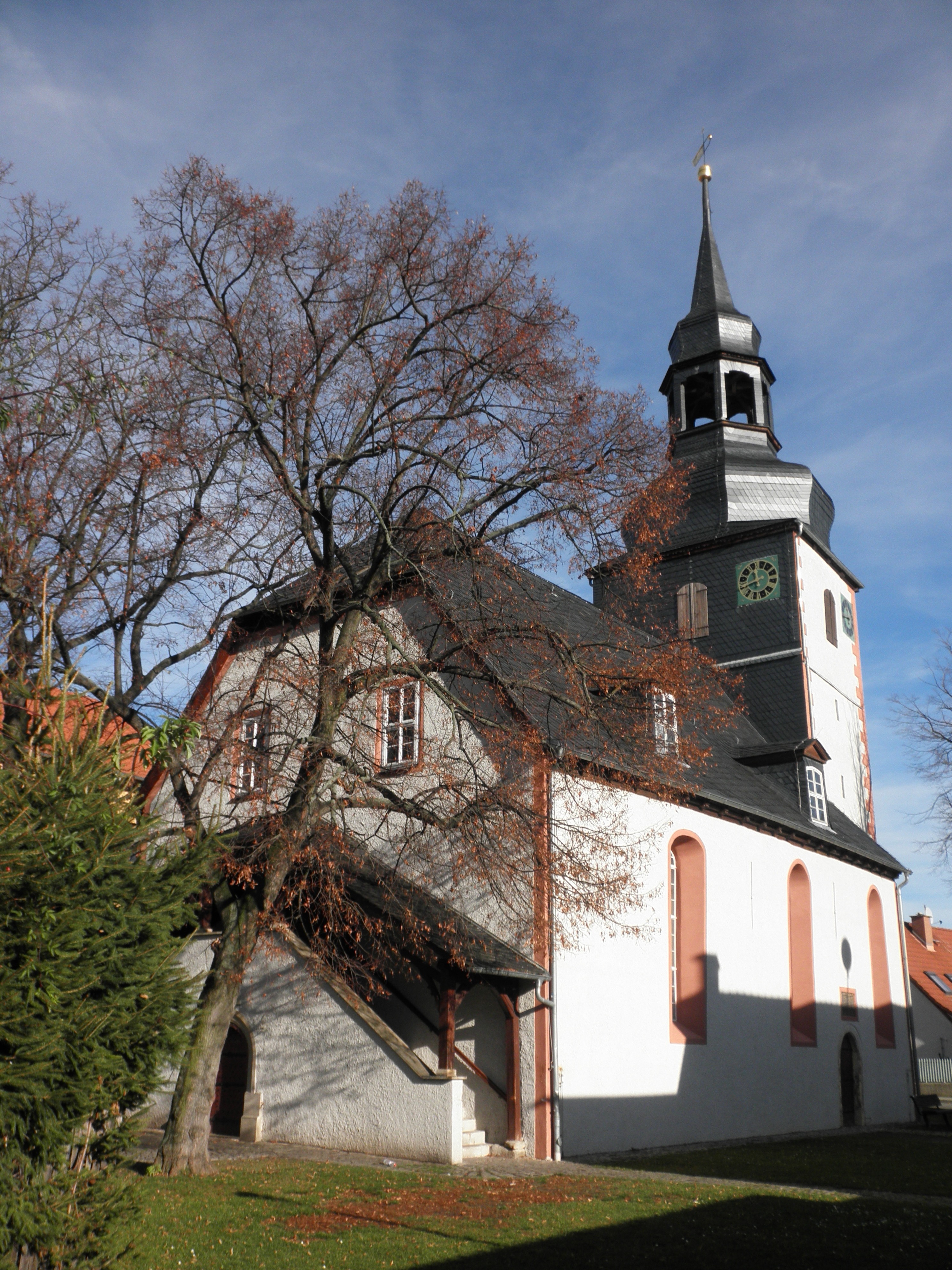
Zum Heiligen Kreuz

Die evangelisch-lutherische denkmalgeschützte Kirche Zum Heiligen Kreuz steht in Sprötau, einer Gemeinde im Landkreis Sömmerda in Thüringen. Die Kirchengemeinde Sprötau gehört zum Pfarrbereich Schlossvippach-Udestedt im Kirchenkreis Apolda-Buttstädt der Evangelischen Kirche in Mitteldeutschland.

## Beschreibung
Die Saalkirche wurde 1692–1701 umgebaut, wie eine Inschrift bezeugt. Sie hat einen eingezogenen wuchtigen Chorturm im Osten und eine zweiläufige Freitreppe an der Westseite zu den Emporen, die um 1600 an das im Kern ältere Kirchenschiff angebaut wurden. Die Seitenwände des mit einem schiefergedeckten Krüppelwalmdach bedeckten Kirchenschiffs haben hohe Bogenfenster. Der Turm trägt eine schiefergedeckte bauchige Haube, auf der eine offene Laterne sitzt, die von einer Turmkugel und einer Wetterfahne bekrönt ist. 
Der Innenraum hat dreiseitige, zweigeschossige Emporen und ist mit einem  hölzernen Tonnengewölbe überspannt. Der Chor ist von einem hölzernen Gewölbe bedeckt.
Die Kirchenausstattung aus der Umbauzeit ist vollständig erhalten. Teile der Emporen, so etwa eine gewundene Wendeltreppe, wurden schon um 1600 gefertigt. An den Brüstungen am ersten Geschoss der Emporen sind volkstümliche Gemälde mit Szenen aus dem Neuen Testament und der Evangelisten und am zweiten Geschoss Szenen aus dem Alten Testament. Im Chor steht ein geschnitzter Kanzelaltar mit gewundenen Säulen am Korb und am Prospekt. Seitlich befinden sich Schnitzfiguren von Mose und Jesus Christus, der noch einmal im gesprengten Giebel über dem Schalldeckel erscheint.  
Teile der Ausstattung sind als Stiftungen einiger weniger Familien ausgewiesen. Das Taufbecken von 1599 und das Kruzifix von 1600 wurden ebenfalls von wohlhabenden Familien gestiftet. Das Taufbecken ist verziert mit Putten und Kartuschen, die Inschriften tragen. Ein großes Gemälde über das Abendmahl wurde um 1700 gestiftet. Die Orgel im neobarocken Prospekt hat 19 Register, verteilt auf 2 Manuale und Pedal, und wurde um 1830 von einem unbekannten Orgelbauer geschaffen und 1920 umgebaut.